# Natasha Bowdoin
Natasha Bowdoin (nascida em 1981) é uma artista americana. Nasceu em West Kennebunk, no Maine.
O seu trabalho está incluído nas colecções do Museum of Fine Arts Houston e do Anderson Museum of Contemporary Art.